# Інститут матеріалознавства та зварювання ім. Є.О. Патона КПІ ім. Ігоря Сікорського
Навчально-науковий інститут матеріалознавства та зварювання імені Є.О. Патона (НН ІМЗ ім. Є.О. Патона) КПІ ім. Ігоря Сікорського здійснює підготовку фахівців у галузях матеріалознавства, ливарного виробництва, зварювання та споріднених процесів, лазерної обробки.

## Історія

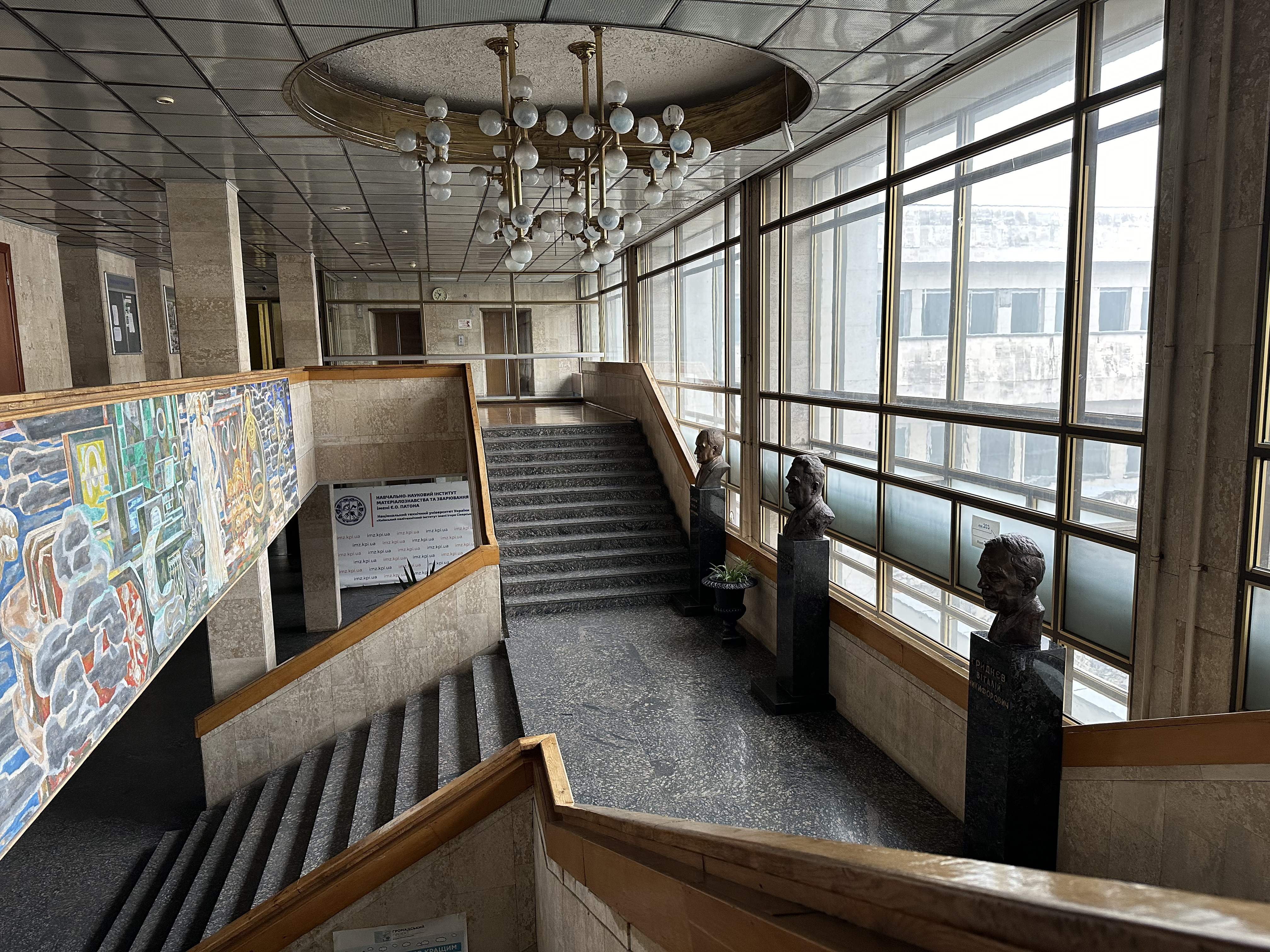
Корпус НН ІМЗ ім. Є.О. Патона

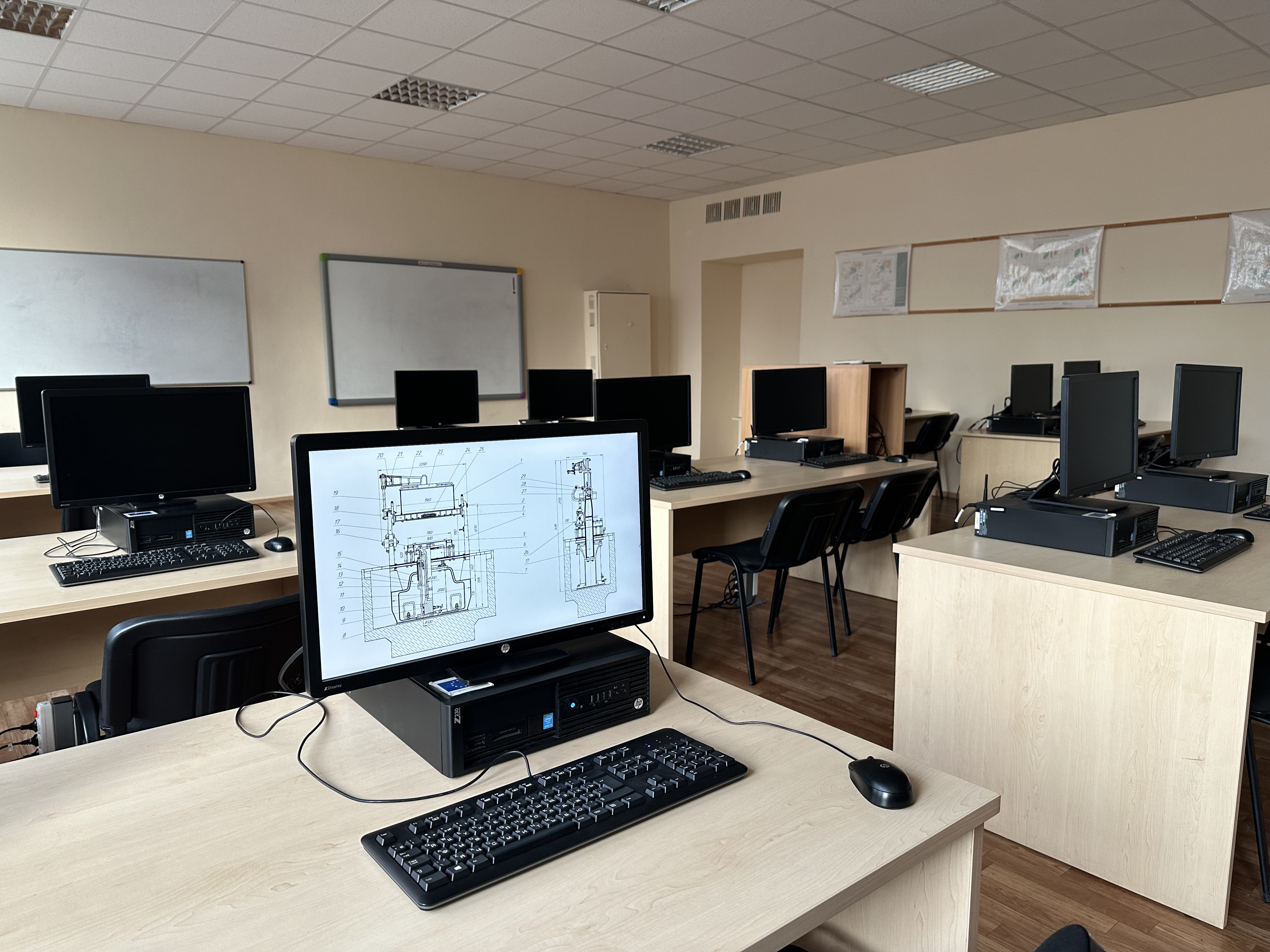
Лабораторія комп'ютерного 3D моделювання та 3D аналізу

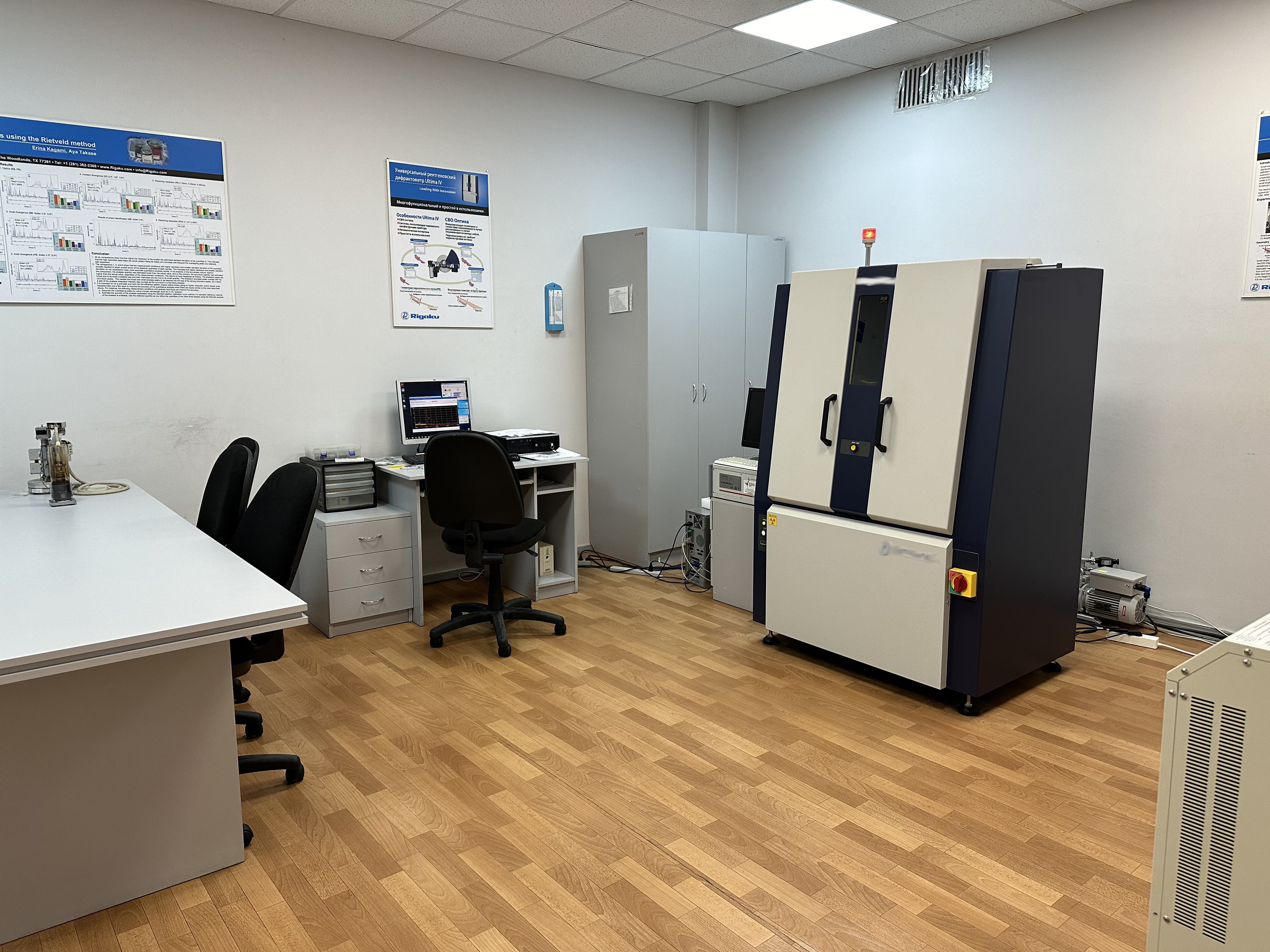
Лабораторія рентгеноструктурного аналізу

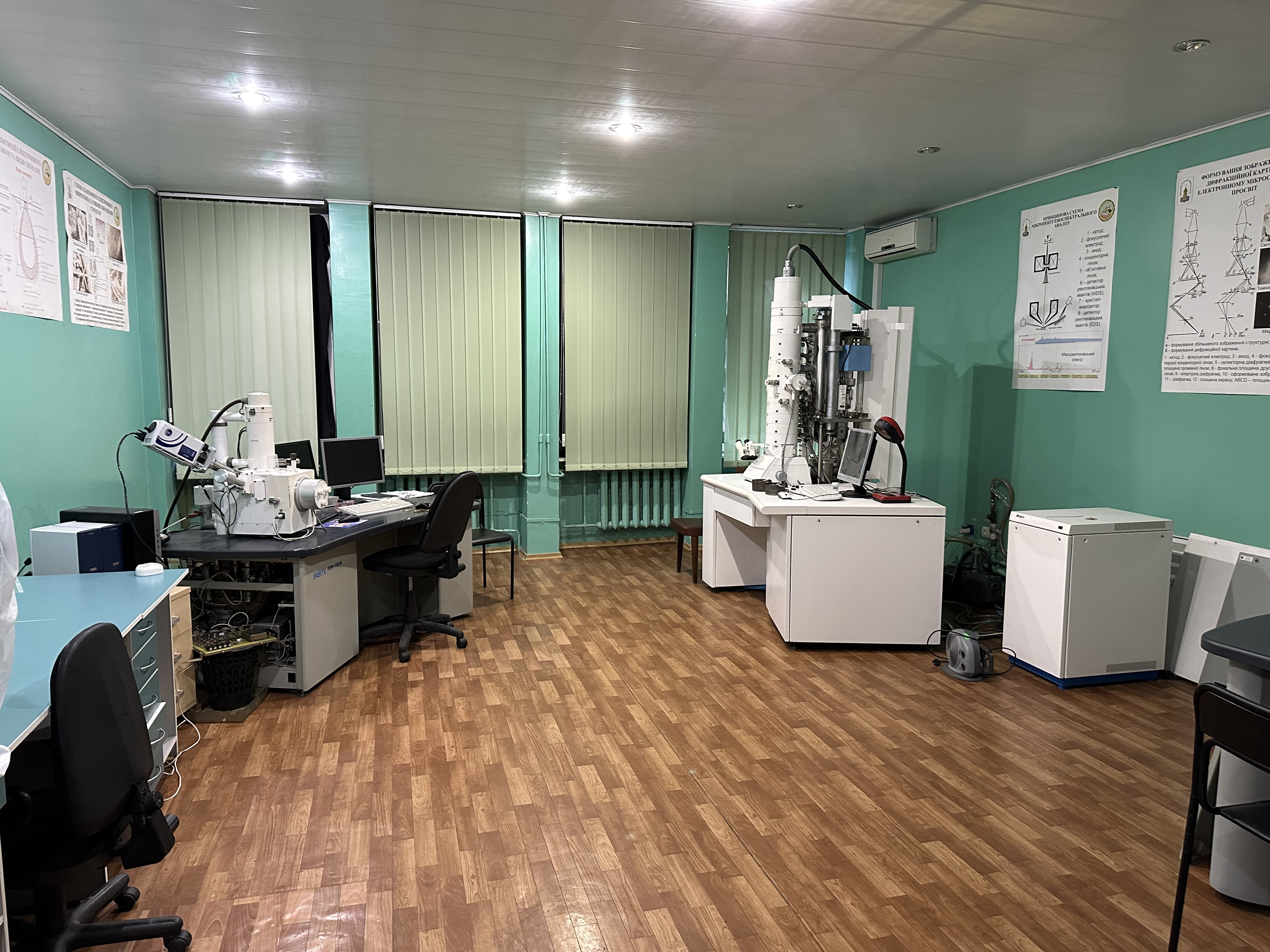
Лабораторія електронної мікроскопії

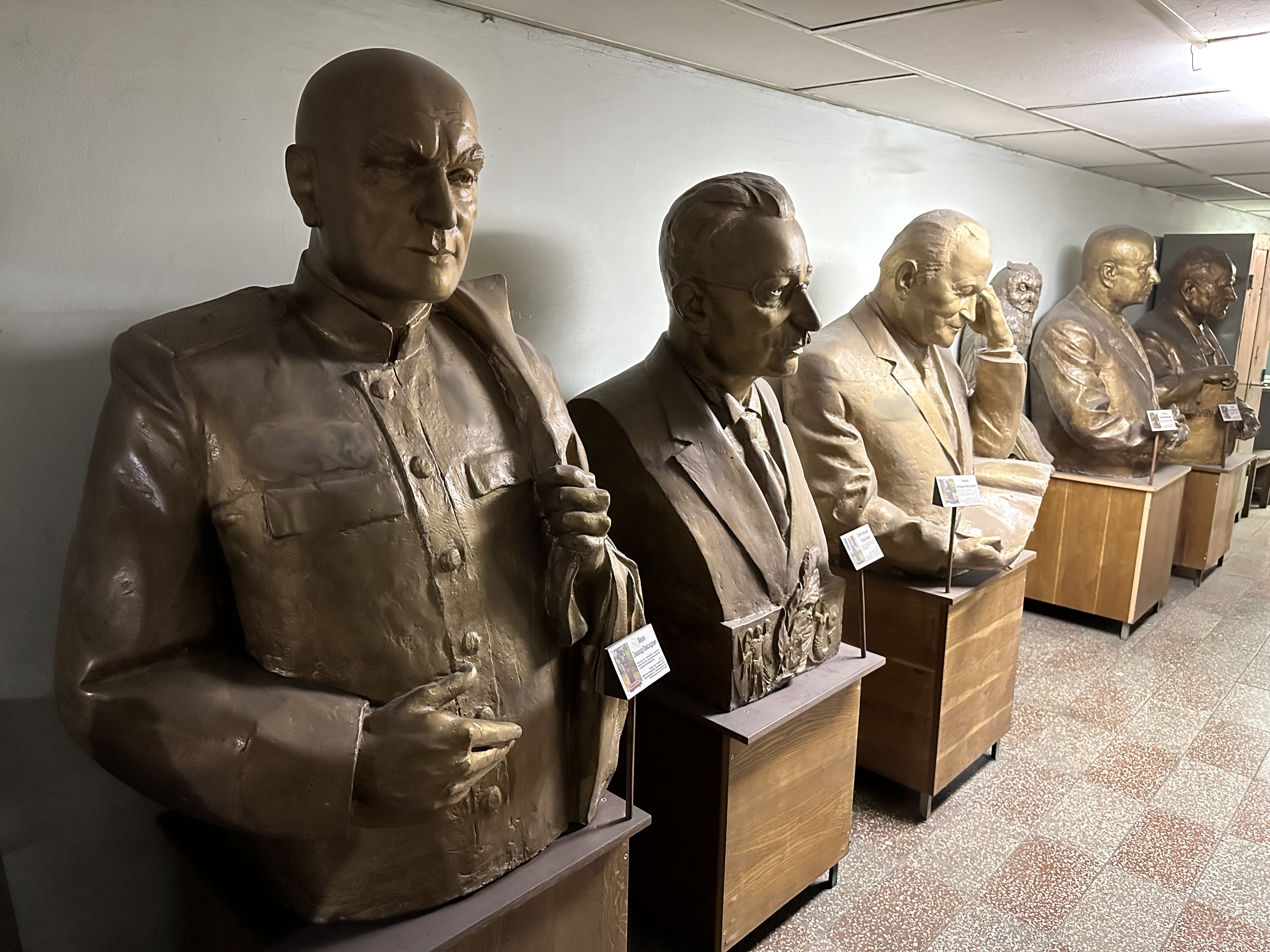
Ливарна майстерня

НН ІМЗ ім. Є.О. Патона створено у 2020 році шляхом об’єднання всесвітньо відомих наукових шкіл з металургії, матеріалознавства та зварювання на базі Інженерно-фізичного та Зварювального факультетів, а також кафедри лазерної техніки та фізико-технічних технологій КПІ ім. Ігоря Сікорського.
Інженерно-фізичний факультет засновано професором К.І. Ващенком у 1944 році з метою підготовки висококваліфікованих спеціалістів інженерів – металургів і металознавців – для відновлення та розвитку металургійної та машинобудівної промисловості у післявоєнний період.
Зварювальний факультет організовано в КПІ у 1948 році видатним вченим зі світовим ім’ям, засновником української школи зварювальників – Є.О. Патоном, який  до цього, у 1935 році, створює кафедру зварювального виробництва. У 1978 році від кафедри зварювального виробництва відокремлюється кафедра зварювального устаткування (в подальшому — електрозварювальних установок), а у 1991 році – кафедра відновлення деталей машин (в подальшому – кафедра інженерії поверхні).

## Директори інституту
- 2020 — академік НАН України, проф. П.І. Лобода
- 2020-2022 — проф. Ю.М. Сидоренко
- З 2022 — д-р фіз.-мат. наук І.А. Владимирський

## Кафедри у складі інституту
Кафедра високотемпературних матеріалів та порошкової металургії (ВТМ та ПМ) — заснована Г.В. Самсоновим у 1962 році. Основний напрямок досліджень - порошкові композиційні матеріали і покриття на основі металів, сплавів та тугоплавких сполук для екстремальних умов експлуатації. Завідувач кафедри — проф. Ю.І. Богомол.
Напрямки досліджень кафедри: спрямовано закристалізовані монокристалічні матеріали та евтектичні сплави; зносостійкі сплави на основі B4C, WC, реліту та інших надтвердих тугоплавких сполук; жароміцні сплави на основі молібдену та ніобію; сплави на основі титану; електронно-променеве спікання; виробництво сферичних порошків для адитивного виробництва; 3D-друк; високоентропійні металеві та керамічні матеріали і покриття.
Кафедра фізичного матеріалознавства та термічної обробки (ФМТО) — заснована у 2021 році шляхом злиття кафедр фізики металів (заснована проф. О.В. Білоцьким у 1975 р.) і металознавства та термічної обробки (заснована проф. М.Д. Воропаєвим у 1910 р., з 1925 року - кафедра металографії та термічної обробки із завідувачем проф. Є.П. Бабичем). Основний напрямок досліджень – встановлення закономірностей та механізмів формування структурних і фазових станів в металевих сплавах у масивному та наноплівковому стані. Завідувач кафедри — проф. М.В. Карпець.
Напрямки досліджень кафедри: тонкоплівкове матеріалознавство; захисні покриття та поверхневе зміцнення; моделювання процесів термічної обробки металів та ливарного виробництва; прогнозування властивостей матеріалів за допомогою комп’ютерного моделювання; сплави з пам’яттю форми; нанорозмірні матеріали для літієвих джерел енергії; структурно-фазові перетворення у високоентропійних сплавах.
Кафедра ливарного виробництва (ЛВ) — заснована у 1925 році, а свою теперішню назву і структуру вона набула у 2021 році, після приєднання кафедри фізико-хімічних основ технології металів до кафедри ливарного виробництва чорних і кольорових металів.
Сертифікатні програми кафедри: Художнє та ювелірне литво (бакалавр), Спеціальна металургія (магістр). Завідувач кафедри — проф. М.М. Ямшинський.
Напрямки досліджень: розробка нових сплавів та металевих композитів; оптимізація параметрів процесів лиття; вдосконалення  та розроблення формувальних матеріалів, створення екологічних зв'язувальних компонентів; отримання литих деталей з диференційованою структурою та властивостями; створення екологічних зв’язувальних матеріалів; розроблення теоретичних основ тепло- та масообміну в ливарних процесах; синтез металевих та металокерамічних порошків для адитивного виробництва.
Кафедра зварювального виробництва (ЗВ) — заснована Є.О.Патоном у 1935 році, із 2022 року об’єднує в собі кафедри колишнього зварювального факультету. Основний напрямок досліджень: процеси отримання нероз’ємних з’єднань та інженерія поверхонь.
Сертифікатна програма кафедри: Технології та інжиніринг у зварюванні та споріднених процесах (бакалавр). Завідувач кафедри — проф. В.В. Квасницький.
Напрямки досліджень кафедри: технологічні процеси зварювання та інженерії поверхонь; зварювальні матеріали; матеріали для сучасних багатофункціональних покриттів; дифузійне зварювання та паяння; технології та обладнання для гібридного плазмово-дугового зварювання і для дугового адитивного виробництва; моніторинг технологічних процесів зварювання, з’єднання та інженерії поверхонь; моніторинг, аналіз та моделювання напруженого стану зварних конструкцій.
Кафедра лазерної техніки та фізико-технічних технологій (ЛТФТ) — до 2020 року входила до структури механіко-машинобудівного інституту КПІ ім. Ігоря Сікорського. Основний напрямок досліджень: лазерні технології в адитивному виробництві, обробці та модифікації поверхонь, розмірна лазерна обробка матеріалів.
Сертифікатні програми кафедри: Лазерна техніка та комп'ютеризовані процеси фізико-технічної обробки матеріалів (бакалавр), Лазерна техніка та технологія (магістр). Завідувач кафедри — доц. О.Д. Кагляк.
Напрямки досліджень кафедри: виробництво біметалевих матеріалів з різними властивостями та функціональним призначенням з використанням комбінованого лазерного плавлення та лиття; лазерне формування листових матеріалів; лазерне спікання абразивних шарів, у тому числі з вмістом зерен алмазу; лазерна та лазерно-механічна модифікація поверхонь; лазерна обробка покриттів, отриманих термічним напиленням; лазерна обробка тонкостінних конструкцій; лазерне термодеформаційне зміцнення; лазерне селективне легування та мікрообробка; лазерне наплавлення; фінішна обробка поверхонь та постобробка малогабаритних металевих деталей та медичних імплантатів складної форми, надрукованих методом L-PBF; розмірна лазерна мікрообробка.

## Інші структурні підрозділи інституту
- Науково-дослідний центр ”Наноструктурних матеріалів”
- Науково-дослідна лабораторія плазмового і гібридного зварювання та адитивних дугових технологій
- Навчально-наукова лабораторія електронно-променевих, плазмових та іскро-плазмових технологій
- Навчально-наукова лабораторія електронної та оптичної мікроскопії
- Навчально-наукова лабораторія рентгеноструктурного аналізу Rigaku та мас-спектрометрії
- Навчально-наукова лабораторія комп’ютерного 3D моделювання та 3D аналізу
- Навчально-наукова лабораторія механічних випробувань
- Центр підготовки персоналу Міжнародного інституту зварювання

## Спеціальності та освітні програми інституту
G8 Матеріалознавство
- Інжиніринг та моделювання в матеріалознавстві
- Інженерія порошкових та композиційних матеріалів
- Матеріалознавство (наукова освітня програма)

G9 Прикладна механіка
- Інжиніринг зварювання, лазерних та споріднених технологій
- Прикладна механіка (наукова освітня програма)

G10 Металургія
- Інженерія лиття та матеріалів
- Металургія (наукова освітня програма)

На базі Центра підготовки персоналу Міжнародного інституту зварювання проводиться навчання за програмами професійної підготовки:
- International Welding Engineer
- International Welding Technologist
- International Welding Specialist

## Форми навчання
Рівень бакалавра:
- На основі повної загальної середньої освіти – денна/бюджет, контракт та заочна/контракт
- На основі диплома Молодшого спеціаліста – денна/бюджет, контракт та заочна/контракт

Рівень магістра (професійний та науковий):
- Денна/бюджет, контракт та заочна/контракт

Рівень доктора філософії (PhD):
- Денна/бюджет, контракт та заочна/контракт

## Студентські гуртки
- Високоенергетичні, імпульсні та іонно-плазмові методи обробки матеріалів
- Інноваційні ливарні процеси та технології
- Моделювання складних інженерних систем із застосуванням 3D технологій
- Нанотехнології у фізичному матеріалознавстві
- Технологія та обладнання фізико-технічної обробки матеріалів
- Smart Art
- Smart Tech

## Конференції
- Functional Spintronic Nanomaterials for Radiation Detection and Energy Harvesting - SPINNANO (за програмою NATO “Science for Peace and Security”)[5]
- International  Samsonov Conference Material  Science of Refractory Compounds - MSRC
- Міжнародна матеріалознавча конференція HighMatTech
- Міжнародна конференція “Інноваційні технології та інжиніринг у зварюванні і споріднених процесах PolyWeld”
- Міжнародна науково-технічна конференція «Нові матеріали і технології в машинобудуванні»